# 池野真奈美
池野 真奈美（いけの まなみ、1992年7月3日 - ）は、日本の元女子プロレスラー。2017年に引退。

## 人物
- ウエイトリリフティングでインターハイ入賞歴あり[1]。リオ五輪 の日本代表であり、同大会６位に入賞した八木かなえとは同学年であり同郷である。
- 元々全日本女子プロレスのファンであり、その全女の血を受け継いでいるという理由からディアナに決めた。
- 憧れの選手は豊田真奈美。名付け親が豊田から名前をとってそのまま名付けた。その他三田英津子、下田美馬も憧れの選手の1人である。

## 所属
- ワールド女子プロレス・ディアナ（2016年 - 2017年）

## 経歴
2016年
- 3月6日、ディアナ練習生オーディションで合格[1]。
- 9月4日、道場マッチにて公開プロテスト合格[2]。
- 10月10日、品川ステラボール大会にて吉田万里子戦でデビュー、ペディグリーで敗れる[3]。

2017年
- 7月31日、引退。